# Alma Espino
Alma Filomena Espino González (Montevideo, 4 de octubre de 1952) es una economista, docente e investigadora feminista uruguaya. Es la Presidenta del Centro Interdisciplinario de Estudios sobre el Desarrollo en Uruguay (CIEDUR), en donde también coordina el área de Desarrollo y Género.

## Trayectoria
Es Licenciada en Economía por la Facultad de Economía de la Universidad Nacional Autónoma de México, egresada en el año 1984. Entre 2007 y 2009, fue directora del Instituto de Economía de la Facultad de Ciencias Económicas y de Administración de la Universidad de la República. Desde 2011, además de ser investigadora Grado 4, es docente responsable de la materia "Economía y Género" en la Licenciatura en Economía de la misma casa de estudios. 
Desde 2008 es miembro del Sistema Nacional de Investigadores de Uruguay. Desde 2013 es Presidenta e integrante de la Comisión Directiva del CIEDUR y coordinadora del área Desarrollo y Género.
Desde 2003 ha sido profesora en el Programa Regional de Formación en Género y Políticas Públicas (PRIGEPP-FLACSO) y desde 2006 pertenece al Grupo de Trabajo Latinoamericano sobre Género, Macroeconomía y Economía Internacional. Espino ha trabajado como consultora de organismos gubernamentales y ministerios en el país y la región, así como de organizaciones internacionales (Banco Mundial, UNRISD, BID, CEPAL, PNUD, OIT y otros). Actualmente integra el Grupo Asesor de la Sociedad Civil para América Latina y El Caribe de ONU Mujeres.

## Publicaciones destacadas
En sus líneas de investigación, Espino relaciona género, trabajo, economía del cuidado y empleo e ingresos. Algunas de sus publicaciones destacadas sonː
- Arbeit und Geschlecht im Wandel. Impulse aus Lateinamerika. Campus, 2019.
- «Brechas salariales en Uruguay: género, segregación y desajustes por calificación». Problemas del desarrollo, vol. 174, no. 44, 2013.
- «Gender dimensions of the global economic and financial crisis in Central America and the Dominican Republic?» Feminist Economics, vol. 19, no. 2, 2013.
- La segregación horizontal de género de los mercados laborales de ocho países de América Latina y el Caribe: implicancias para las desigualdades entre hombres y mujeres. Organización Internacional del Trabajo y Programa de las Naciones Unidas para el Desarrollo, 2019, https://www.ilo.org/wcmsp5/groups/public/---americas/---ro-lima/documents/publication/wcms_715929.pdf.
- Trabajo que no se mira ni se cuenta. Aportes para una nueva relación entre el género y la Economía. PNUD, 2009.
- Espino, Alma, y Verónica Amarante. «Informalidad y desprotección social en el Uruguay». Problemas del desarrollo, vol. 40, no. 158.[5]